# Revolta de Jorge, o Boitaco
A Revolta de Jorge, o Boitaco (em búlgaro:  Въстание на Георги Войтех; em sérvio:  Словенски устанак у Поморављу - Revolta Eslava em Pomoravlje) foi uma revolta búlgara contra o Império Bizantino em 1072. Foi a segunda grande tentativa de restaurar o Império Búlgaro após a Revolta de Pedro Deliano em 1040-1041.

## História
Os principais pré-requisitos desta revolta foram a debilidade do Império Bizantino após as invasões dos pechenegues no baixo Danúbio, a grande derrota frente aos turcos seljúcidas na Batalha de Manzicerta (1071) e a invasão dos normandos do sul da Itália, além de um aumento de impostos durante o reinado de Miguel VII Ducas. Ela foi articulada pela nobreza búlgara em Escópia liderada por Jorge, o Boitaco e o filho de Miguel, o príncipe sérvio de Dóclea, Constantino Bodino, foi escolhido como líder, por ser descendente do imperador Samuel. No outono de 1072, Constantino chegou em Prizren e foi proclamado imperador dos búlgaros sob o nome de Pedro III. O príncipe sérvio enviou 300 soldados, liderados pelo voivoda Petrilo.
Um exército sob o comando de Damião Dalasseno foi imediatamente enviado por Constantinopla para ajudar o estratego do Tema da Bulgária, Nicéforo Caranteno. Na batalha que se seguiu, o exército bizantino foi completamente derrotado. Dalasseno e outros comandantes bizantinos foram capturados e Escópia foi tomada pelas tropas búlgaras.
Após este sucesso inicial, os rebeldes tentaram expandir a área sob seu controle. Constantino Bodino seguiu para o norte e chegou até Naísso. Como algumas cidades búlgaras que contavam com guarnições bizantinas não se renderam, ele as incendiou. Petrilo marchou par ao sul e capturou Ácrida e Devol. Porém, próximo à cidade de Castória, seu grande exército foi derrotado pelos bizantinos juntamente com alguns comandantes búlgaros que não que reconheceram Pedro III como monarca.
Outro exército foi enviado de Constantinopla sob Miguel Saronita. Ele tomou Escópia e, em dezembro de 1072, derrotou o exército de Constantino Bodino num local conhecido como Taônio (ao sul de Kosovo Polje). Constantino e Boitaco foram capturados. O exército que o príncipe Miguel enviou para salvar seu filho não fracassou por que seu comandante, um mercenário normando, desertou para os bizantinos. A revolta foi finalmente esmagada em 1073 pelo duque Nicéforo Briênio.